# Super Bowl XX
O Super Bowl XX foi a partida que decidiu a temporada de 1985 da NFL, realizada no Louisiana Superdome, em Nova Orleães, Luisiana, no dia 26 de janeiro de 1986. Na decisão, o Chicago Bears, representante da NFC, bateu o New England Patriots, representante da AFC, por 46 a 10, garantindo o primeiro Super Bowl na história da franquia. O MVP da partida foi o defensive end do time vencedor, Richard Dent. Este foi o único Super Bowl vencido pelo lendário running back dos Bears, Walter Payton.
Este foi o quarto e, até a presente data, o último Super Bowl onde ambos os times fizeram sua estreia na grande final. Os Bears haviam se tornado o segundo time na história da NFL a vencer quinze jogos na temporada regular. Com sua revolucionária defesa chamada de 46 defense, Chicago liderou a vaga em diversas categorias defensivas, superou seus oponentes com uma margem impressionante de 456 a 198 e depois bateram os dois times na pós-temporada sem deixar o adversário marcar um ponto. Os Patriots era considerados os azarões (ou "Cinderella team") da temporada de 1985, pois ninguém colocavam eles como um candidato ao título. New England venceu onze jogos no ano, entrando na pós-temporada via wild card (repescagem). Contra todas as expectativas, os Patriots venceram todos os três jogos fora de casa para se classificar para o Super Bowl XX.
Na sua vitória sobre os Patriots, os Bears estabeleceu e empatou o recorde do Super Bowl de sacks (sete), menos jardas terrestres cedidas (sete) e a maior margem de pontos (36 pontos). No começo da partida, o New England quebrou o recorde com a pontuação mais rápida na história do Super Bowl, com um field goal de 36 jardas por Tony Franklin com 1:19 do primeiro quarto após um fumble de Chicago. Mas os Patriots foram detidos pela poderosa defesa dos Bears, ficando com total de jardas negativas (−19) durante todo o primeiro tempo e terminaram a partida com apenas 123 jardas totais de scrimmage, a segunda pior marca da história do Super Bowl, atrás apenas do Minnesota Vikings (119 jardas) no Super Bowl IX. O defensive end Richard Dent, dos Bears, que conseguiu 1,5 sacks no jogo, forçou dois fumbles e bloqueou um, foi nomeado o MVP do jogo. Embora ele tivesse conseguido estatísticas de jogo relativamente medíocres e não tenha conseguido marcar um touchdown sozinho, o running back Walter Payton também foi mais tarde creditado como um fator importante na vitória dos Bears por conta da forte cobertura dos Patriots sobre ele, dando a outros membros da equipe mais e melhores oportunidades de marcar.
A transmissão do jogo foi feita pela NBC e foi assistida por 92,57 milhões de espectadores. Para comemorar a vigésima edição do Super Bowl, todos os MVPs das finais anteriores foram honrados na cerimônia pré-jogo.

## Pontuações
1º Quarto
- NE  - FG: Tony Franklin, 36 jardas 3-0 NE
- CHI - FG: Kevin Butler, 28 jardas 3-3 empate
- CHI - FG: Kevin Butler, 24 jardas 6-3 CHI
- CHI - TD: Matt Suhey, corrida de 11 jardas (ponto extra: chute de Kevin Butler) 13-3 CHI

2º Quarto
- CHI - TD: Jim McMahon, corrida de 2 jardas (ponto extra: chute de Kevin Butler) 20-3 CHI
- CHI - FG: Kevin Butler, 24 jardas 23-3 CHI

3º Quarto
- CHI - TD: Jim McMahon, corrida de 1 jarda (ponto extra: chute de Kevin Butler) 30-3 CHI
- CHI - TD: Reggie Phillips,  interceptação e corrida de 28 jardas (ponto extra: chute de Kevin Butler) 37-3 CHI
- CHI - TD: William Perry, corrida de 1 jarda (ponto extra: chute de Kevin Butler) 44-3 CHI

4º Quarto
- NE  - TD: Irving Fryar, passe de 8 jardas de Steve Grogan (ponto extra: chute de Tony Franklin) 44-10 CHI
- CHI - Safety: Steve Grogan derrubado (sack) na end zone por Henry Waechter 46-10 CHI